# Gilbert (Minnesota)
Gilbert è una città degli Stati Uniti d'America, situata in Minnesota, nella contea di St. Louis.